# Карьеристки
«Карьеристки» (англ. Career Girls) — художественный фильм британского режиссёра Майка Ли, снятый по его собственному сценарию в 1997 году. Обладатель «Серебряного колоса» Международного кинофестиваля в Вальядолиде.
Фильм продолжает излюбленную режиссёром тему природы развития человеческих отношений. Одна из самых узнаваемых картин в карьере британской актрисы Катрин Картлидж.

## Сюжет
Энни приезжает в Лондон, чтобы провести выходные в компании своей университетской подруги, с которой некогда они вместе снимали квартиру. Ханна Миллс — молодая, уверенная в себе женщина, позволяет себе менторский тон в общении со скромной и закомплексованной Энни, но привязана к этой несуразной провинциалке и по-своему любит её.
Ханна собирается сменить район, и подруги едут посмотреть предложенные варианты более престижного жилья, вспоминая в пути общих знакомых. Каким-то непостижимым образом в этот день им удалось повстречать людей, чьи образы поочерёдно всплывали в их памяти. В том числе и своих бывших бойфрендов, так много значивших в их юной жизни.

## В ролях
- Катрин Картлидж — Ханна Миллс
- Линда Стедман — Энни
- Кейт Байерс  — Клэр
- Марк Бентон — Рики Бёртон
- Энди Серкис — Эванс
- Джо Такер — Эдриан
- Марго Стэнли — бабушка Рики
- Майкл Хили — преподаватель

## Награды и номинации
- 1997 — номинация на премию Европейской киноакадемии за лучшую женскую роль (Катрин Картлидж).
- 1997 — приз «Серебряный колос» и Специальное упоминание молодёжного жюри на Вальядолидском кинофестивале (Майк Ли).
- 1997 — участие в конкурсной программе Токийского кинофестиваля.
- 1998 — премия газеты Evening Standard за лучшую женскую роль (Катрин Картлидж).